# Патаскала (Охајо)
Патаскала (енгл. Pataskala) град је у америчкој савезној држави Охајо.

## Демографија
По попису из 2010. године број становника је 14.962, што је 4.713 (46,0%) становника више него 2000. године.
| Група             | 2000.         | 2010.          |
| Белци             | 9.648 (94,1%) | 13.296 (88,9%) |
| Афроамериканци    | 303 (3,0%)    | 891 (6,0%)     |
| Азијати           | 55 (0,5%)     | 101 (0,7%)     |
| Хиспаноамериканци | 104 (1,0%)    | 306 (2,0%)     |
| Укупно            | 10.249        | 14.962         |